# (26578) Cellinekim
(26578) Cellinekim est un astéroïde de la ceinture principale d'astéroïdes.

## Description
(26578) Cellinekim est un astéroïde de la ceinture principale d'astéroïdes. Il fut découvert le 9 mars 2000 à Socorro (Nouveau-Mexique) par le projet LINEAR. Il présente une orbite caractérisée par un demi-grand axe de 2,99 UA, une excentricité de 0,10 et une inclinaison de 9,9° par rapport à l'écliptique.

## Compléments